# Vojaški helikopter
Vojaški helikopterji so vsi helikopterji, ki so oboroženi in/ali uporabljeni v vojaške/bojne namene.
Vojaške helikopterje delimo na:
- jurišne
- transportne
- mornariške in
- izvidniške helikopterje.